# Menhir do Outeiro
Koordinaten: 38° 28′ 13,4″ N, 7° 23′ 37″ W
Der 5,6 m hohe Menhir do Outeiro (auch Menhir de Outeiro, Menhir de Motrinos oder Penedo Comprido (langer Felsblock), genannt) steht bei Reguengos de Monsaraz im Distrikt Évora im Alentejo in Portugal, etwa 400 m nördlich der Straße von Aldeia do Outeiro nach Barrada, an einer Gabelung von Feldwegen. 

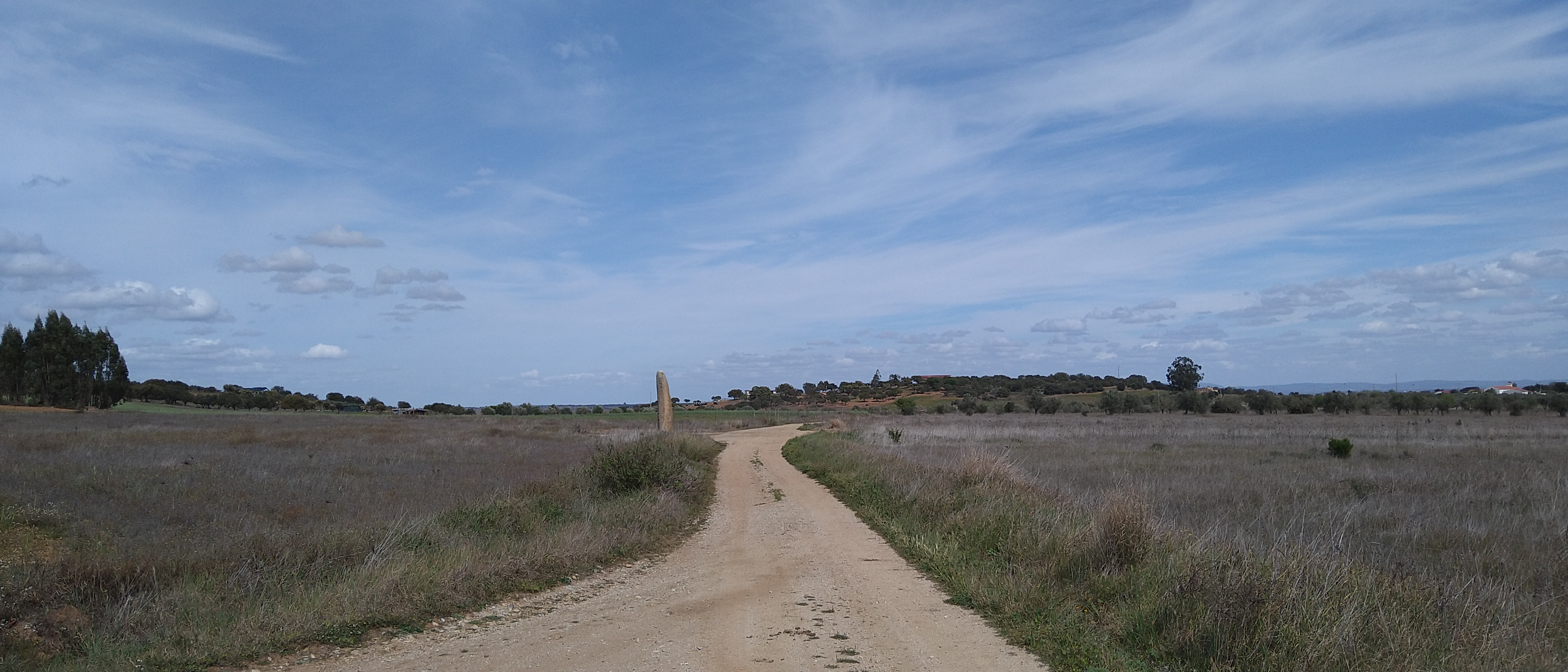
Menhir do Outeiro 2022. Blickrichtung Nord-Ost.

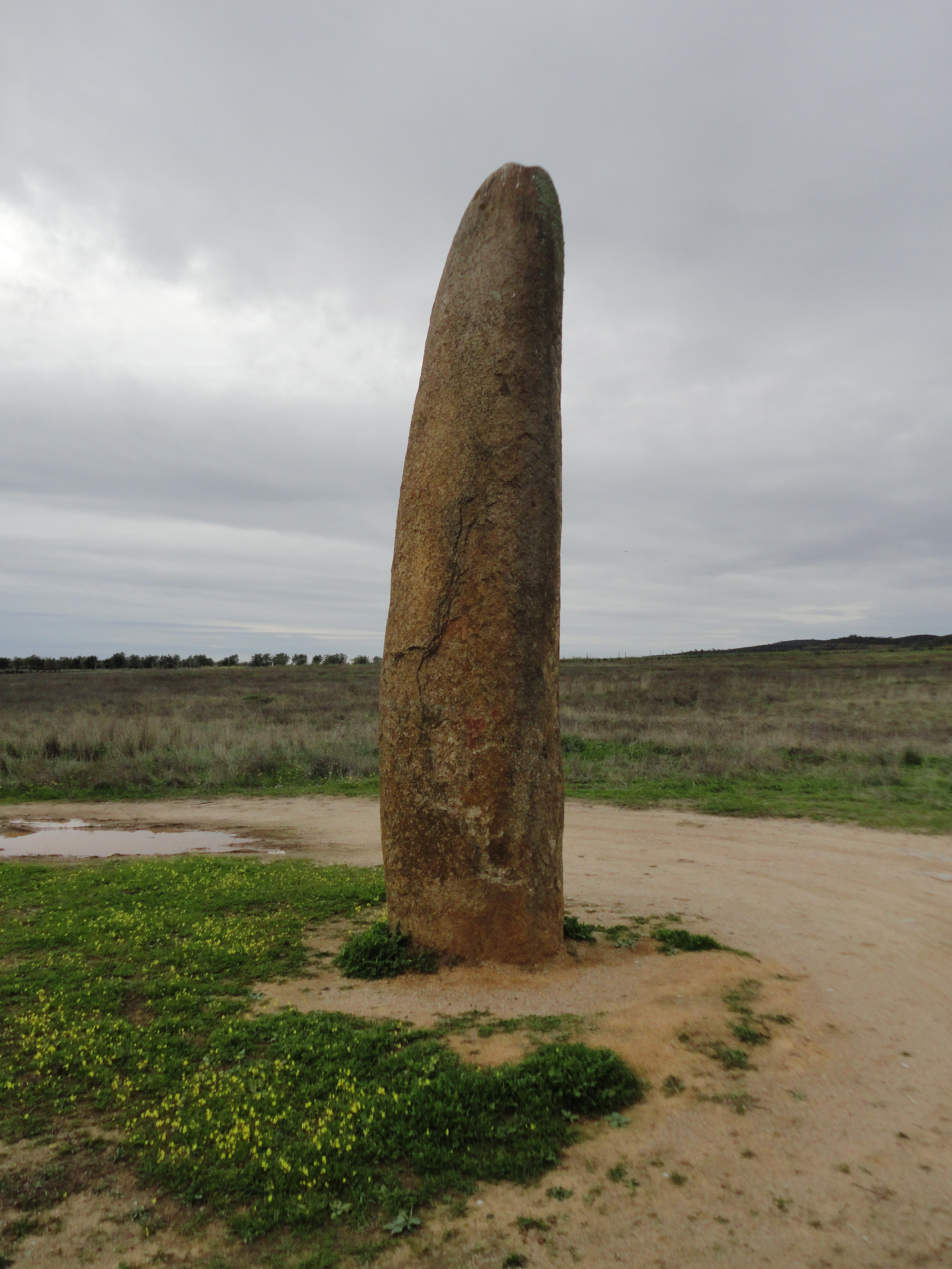
Menhir do Outeiro

Der Menhir ist der zweitgrößte in Portugal. Mitte der 1960er Jahre wurde der lange liegende Stein, der am einen Ende ein Loch aufweist und damit eindeutig in die Reihe der phallischen Menhire gehört, als solcher identifiziert und um 1970 wieder aufgerichtet. Die ältesten Menhire wurden in Portugal zwischen 5000 und 4000 v. Chr. aufgestellt. Das Alter dieses Menhirs ist unklar.
Der sieben Meter hohe Menhir da Meada ist der größte der Iberischen Halbinsel. 
In der Nähe von Monsaraz stehen/standen der Cromlech von Xerez, der Menhir da Bulhoa und der Menhir de Santa Margarida.